# Pterostemonaceae
Pterostemonaceae es una familia de plantas fanerógamas del orden Saxifragales con un único género, Pterostemon y 4 especies.

## Especies
- Pterostemon bravoanus
- Pterostemon mexicanus
- Pterostemon rotundifolium
- Pterostemon rotundifolius